# Tatsuhara Motoo
{{nihongo|
Tatsuhara Motoo (sinh ngày 14 tháng 1 năm 1913) là một cầu thủ bóng đá người Nhật Bản.

## Đội tuyển bóng đá quốc gia Nhật Bản
Tatsuhara Motoo thi đấu cho ĐTQG Nhật từ năm 1934 đến 1936.

## Thống kê sự nghiệp
| Đội tuyển bóng đá Nhật Bản | Đội tuyển bóng đá Nhật Bản | Đội tuyển bóng đá Nhật Bản |
| Năm                        | Trận                       | Bàn                        |
| -------------------------- | -------------------------- | -------------------------- |
| 1934                       | 2                          | 0                          |
| 1935                       | 0                          | 0                          |
| 1936                       | 2                          | 0                          |
| Tổng cộng                  | 4                          | 0                          |